# 2024年10月2日の日食
2024年10月2日の日食は、2024年10月2日（協定世界時より9時間早い日本標準時では3日にあたる）に観測されるとされている日食。観測領域の中には金環日食となるところ（イメージ映像の赤い点で表された部分）も存在する。部分日食となる地域も広いがその範囲のほとんどが太平洋上にあるため地上から見られるのは南米南部（チリとアルゼンチンの一部）、南極大陸、ハワイ諸島やイースター島などの太平洋東部の島々のみである。

## その他
これはサロス周期の144番（Solar Saros 144）の一部であり、18年11日ごとに繰り返され、全70回の日食が起こるとされている。1736年4月11日の部分日食に始まり、1880年7月7日・2565年8月27日に金環日食が含まれているが、皆既日食はなく、2980年5月5日の部分日食をもって終了する。金環日食の中では、2168年12月29日のものが最も金環日食状態の持続時間が長く、9分52秒である。
下表に示すのは20世紀と21世紀に起こるサロス周期144番の日食である。
| 11                  | 12                   | 13                   |
| ------------------- | -------------------- | -------------------- |
| 1916年7月30日の日食 | 1934年8月10日の日食  | 1952年8月20日の日食  |
| 14                  | 15                   | 16                   |
| 1970年8月31日の日食 | 1988年9月11日の日食  | 2006年9月22日の日食  |
| 17                  | 18                   | 19                   |
| 2024年10月2日の日食 | 2042年10月14日の日食 | 2060年10月24日の日食 |
| 20                  | 21                   |                      |
| 2078年11月4日の日食 | 2096年11月15日の日食 |                      |